# Ансельмо, Хуан
Хуа́н Перегри́но Ансе́льмо (исп. Juan Peregrino Anselmo; 30 апреля 1902, Монтевидео — 27 октября 1975) — уругвайский футболист (нападающий) и тренер. Чемпион мира 1930 года, олимпийский чемпион 1928 года, чемпион Южной Америки 1935, многократный чемпион Уругвая в составе «Пеньяроля», в котором провёл большую часть карьеры футболиста.

## Биография
Перегрино Ансельмо начал карьеру в «Фениксе» в конце 1910-х годов. В 1923 году он перешёл в «Пеньяроль», с которым затем выиграл 5 чемпионатов Уругвая. В 1928 году он стал Олимпийским чемпионом, два года спустя — чемпионом мира, а в 1935 году — чемпионом Южной Америки.
По окончании карьеры футболиста работал тренером. В 1962 году возглавлял «Пеньяроль».

## Титулы

### Как игрок
- Чемпион Уругвая (5): 1926, 1928, 1929, 1932, 1935
- Чемпион мира (1): 1930
- Олимпийский чемпион (1): 1928
- Чемпион Южной Америки (1): 1935

### Как тренер
- Чемпион Уругвая: 1962